# Prequelle (album)
Pour l’article homonyme, voir Préquelle.
Albums de Ghost
Popestar
(2016) Seven Inches of Satanic Panic
(2019)
Singles
1. Rats
Sortie : 13 avril 2018
2. Dance Macabre
Sortie : 18 mai 2018

Prequelle est le quatrième album studio du groupe de heavy metal suédois Ghost, sorti le 1er juin 2018.

## Liste des titres
| No  | Titre                                        | Durée |
| --- | -------------------------------------------- | ----- |
| 1.  | Ashes                                        | 1:21  |
| 2.  | Rats                                         | 4:21  |
| 3.  | Faith                                        | 4:29  |
| 4.  | See the Light                                | 4:05  |
| 5.  | Miasma (instrumental)                        | 5:17  |
| 6.  | Dance Macabre                                | 3:39  |
| 7.  | Pro Memoria                                  | 5:39  |
| 8.  | Witch Image                                  | 3:30  |
| 9.  | Helvetesfönster (instrumental)               | 5:55  |
| 10. | Life Eternal                                 | 3:27  |
| 11. | It's a Sin (bonus, reprise de Pet Shop Boys) | 4:42  |
| 12. | Avalanche (bonus, reprise de Leonard Cohen)  | 3:38  |